# Донуса
Донуса (грец. Δονούσα) — острів в Егейському морі. 

## Географія

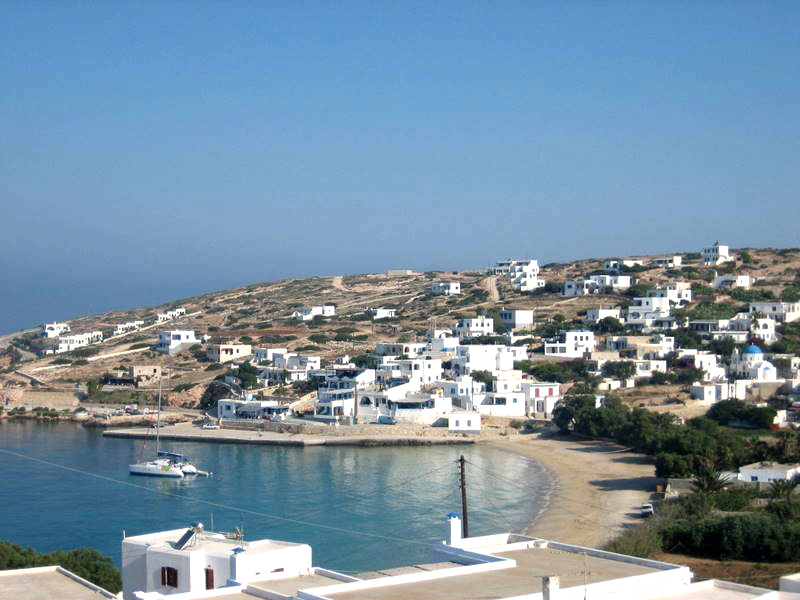
Центр острова Донуса

Входить до групи невеликих островів Малі Кіклади. Площа острова становить 13,75 км². Він розташований приблизно за 15 км на схід від острова Наксос. Найвища точка — 363 м. 
За переписом населення 2001 року, на острові проживало 163 особи. Останнім часом основними заняттями жителів є сільське господарство. Розвивається і сфера обслуговування туристів. 